# František Stanislav
František Stanislav (1. ledna 1893 Strážnice – 23. července 1941 Osvětim) byl československý politik a meziválečný poslanec Národního shromáždění za Československou stranu lidovou.

## Biografie
Po absolvování povinné školní docházky pracoval na otcově zemědělské usedlosti. V létě roku 1914 narukoval do rakousko-uherské armády a bojoval na ruské frontě, kde 1. listopadu 1914 padl do zajetí. Z něj se vrátil na konci války přes Malou Asii. Po válce byl zaměstnán jako dělník a později skladník. Roku 1919 převzal rodinné hospodářství. Veřejně se angažoval již před 1. světovou válkou. Zapojil se do činnosti Katolické omladiny. V roce 1908 se stal členem výboru a okresním předsedou Sdružení venkovské katolické mládeže na Moravě a ve Slezsku. Od roku 1919 byl členem ČSL. Aktivně se zapojil do rolnických sdružení (předseda Zemědělských družin okresu strážnického). V letech 1932-1940 zastával post starosty města Strážnice. Za jeho působení v čele samosprávy došlo k vybudování živnostenské školy a kanalizační sítě či výstavbě lihovaru.
V parlamentních volbách v roce 1925 získal poslanecké křeslo v Národním shromáždění. Mandát v parlamentních volbách v roce 1929 i parlamentních volbách v roce 1935 obhájil. Poslanecký post si oficiálně podržel do zrušení parlamentu roku 1939, přičemž ještě v prosinci 1938 přestoupil do poslaneckého klubu nově utvořené Strany národní jednoty.
Podle údajů k roku 1935 byl profesí rolníkem a starostou města Strážnice.
Za nacistické okupace byl pronásledován. Už 1. září 1939 byl zatčen gestapem v rámci hromadného zatýkání tzv. rukojmích, brzy však byl propuštěn a vrátil se do svého úřadu. Podruhé byl zatčen 1. října 1940 v Hodoníně, kde řídil schůzi okresního starostenského sboru, na níž se řešila otázka vypsání povinných dodávek zemědělských produktů ve prospěch válčící Říše. Důvodem zatčení bylo odpírání dodávek. Gestapo ho odvezlo do Brna. Zdálo se, že bude propuštěn, ale zřejmě na zásah udavače byl označen jeho návrat za nežádoucí a 19. února 1941 byl přepraven do koncentračního tábora v Osvětimi, zde zemřel na následky týrání.